# مايكل وليامز (ملاكم)
مايكل وليامز (بالإنجليزية: Michael Williams)‏ هو ملاكم محترف أمريكي يصنف ضمن فئة الوزن الثقيل بدأ مسيرته الاحترافية سنة 1984.

## المسيرة الاحترافية
من نزالاته:
- خسر أمام لورنس كلاي بي بالضربة الفنية القاضية (2000/09/17).
- خسر أمام كوري ساندرز بالضربة القاضية (1994/03/19).
- خسر أمام تيم ويذرسبون (1987/10/14).
- انتصر على جيمس تيليس بالضربة الفنية القاضية (1987/01/08).

## روابط خارجية
- مايكل وليامز على موقع IMDb (الإنجليزية)
- مايكل وليامز على موقع قاعدة بيانات الفيلم (الإنجليزية)
- مايكل وليامز على موقع بوكس ريك (الإنجليزية) (registration required)